# Victoria Rowell

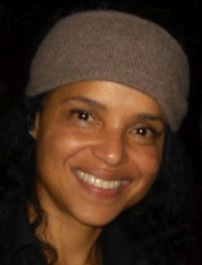
Victoria Rowell (2012)

Victoria Rowell (eigentl. Vicky Lynn Rowell; * 10. Mai 1959 in Portland, Maine) ist eine US-amerikanische Schauspielerin, die im deutschsprachigen Raum vor allem durch die Fernsehserie Diagnose: Mord berühmt wurde.

## Biografie
Victoria Rowell wuchs als Pflegekind bei verschiedenen Familien auf, teilweise auf einer Farm in Maine. Ihre biologische Mutter Dorothy Rowell war von heller Hautfarbe, ihr unbekannter Vater ein Afroamerikaner. Pflegemutter Agatha Armstead, bei der Victoria die längste Zeit lebte, bemerkte als Erste ihre kreative Ader und ihr tänzerisches Talent.
Sie erhielt seit ihrem achten Lebensjahr Ballettunterricht sowie Stipendien für diverse amerikanische Ballettschulen und arbeitete ab ihrem 17. Lebensjahr als professionelle Tänzerin. Sie tanzte u. a. am American Ballet Theatre II, arbeitete später mehrere Jahre als Model.
Ihre erste Filmrolle erhielt sie 1987 in der Agentenparodie Leonard Part 6 neben Bill Cosby. Es folgten u. a. Rollen in der Cosby Show (1989–1990). Ihren größten Erfolg hatte Victoria Rowell mit der Rolle als Drucilla Winters in der Dauer-Fernseh-Soap Schatten der Leidenschaft (The Young and the Restless), die sie mit Unterbrechungen von 1990 bis 1998, 2000 und von 2002 bis 2007 verkörperte. Die Rolle brachte ihr zahlreiche Nominierungen ein und sie gewann 11 NAACPs.
Daneben spielte Rowell in diversen Filmen mit, u. a. in Ein ehrenwerter Gentleman (1992) mit Eddie Murphy und in Dumm und Dümmer (1994) neben Jim Carrey und Jeff Daniels. Sie wurde mehrfach für den Emmy Award nominiert.
Für ihre Rolle der Dr. Amanda Bentley in der Fernsehserie Diagnose: Mord (1993–2001) wurde sie in den Jahren 1996, 1999 und 2000 für den Image Award nominiert. Nach dem eigentlichen Ende der Serie spielte sie diese Rolle nochmals im Jahr 2002 in zwei Fernsehfilmen (Diagnosis Murder: Without Warning und Diagnosis Murder: Town Without Pity).
Nach ihrem Ausstieg aus der Serie Schatten der Leidenschaft im Jahr 2007 äußerte sich Rowell kritisch über Rassismus im Filmgeschäft gegen Afroamerikaner bzw. gegen sie persönlich. Sie beklagte, dass es zu dem Zeitpunkt weder schwarze Schreiber, Produzenten noch Regisseure, nicht einmal Maskenbildner oder Friseure hinter den Kulissen gab und dass sie selber zwar an ihrem eigenen Text mitgeschrieben habe, aber keine Chance bekam, offiziell an den Scripts mitzuwirken. Aufgrund ihrer Erfahrungen setzt sie sich seitdem offen gegen Rassismus gegen Afroamerikaner ein.
Victoria Rowell produzierte 2018 und 2019 die sechsteilige Serie Jacqueline and Jilly, die u. a. das Thema Medikamentenabhängigkeit behandelt. Sie selber spielte eine der Hauptrollen, war Co-Autorin und führte Regie.
Victoria Rowell engagiert sich weiterhin für Pflege- und Adoptivkinder und gründete den Rowell Foster Children's Fine Arts Scholarship Fund, der Ballettunterricht für Pflegekinder unterstützt.
Ihre Autobiografie The Women Who Raised Me, in der sie offen über ihre Kindheit und ihre Pflegemütter spricht, wurde zu einem New York Times Bestseller; Rowell wurde für ihr Buch mit dem African American Literary Award geehrt, zweimal für den NAACP Image Award nominiert und bekam den NAACP in der Kategorie Outstanding Literary Work/Debut Author.

## Beziehungen
Rowell war zweimal verheiratet (Stand März 2019). Von 1989 bis 1990 mit dem Piloten Tom Fahey, mit welchem sie eine gemeinsame Tochter, Maya Fahey, hat.
Von 1990 bis 1997 führte sie eine Beziehung mit dem Musiker Wynton Marsalis. Ihr gemeinsamer Sohn Jasper Armstrong Marsalis kam am 26. Dezember 1995 zur Welt. Die Schwangerschaft wurde in der Serie Diagnose Mord übernommen.
Im Jahr 2007 lernte sie den Künstler Radcliffe Bailey kennen und heiratete ihn am 27. Juni 2009; das Paar ließ sich 2014 wieder scheiden.
Ihr Lebensgefährte ist der Jamaikaner Leslie Chang.

## Filmografie (Auswahl)
- 1987: Bill Cosby – Die Superkanone (Leonard Part 6)
- 1988: Jung und Leidenschaftlich – Wie das Leben so spielt (As The World Turns, Fernsehserie)
- 1990: Der Prinz von Bel-Air (The Fresh Prince of Bel-Air, Fernsehserie, Folge, 1x03: Gentleman oder Gangster)
- 1990–1998, 2000, 2002–2007, 2019: Schatten der Leidenschaft (The Young and the Restless, Fernsehserie)
- 1992: Ein ehrenwerter Gentleman (The Distinguished Gentleman)
- 1993: Full Eclipse (Fernsehfilm)
- 1993–2001: Diagnose: Mord (Diagnosis: Murder, Fernsehserie, 163 Folgen)
- 1994: Die Sünden eines Vaters (Secret Sins of the Father, Fernsehfilm)
- 1994: Dumm und Dümmer (Dumb & Dumber)
- 1995: One Red Rose (Kurzfilm)
- 1996: Barb Wire
- 1997: Eve’s Bayou
- 1998: Dr. Hugo (Kurzfilm)
- 1998: Secrets (Kurzfilm)
- 1999: A Wake in Providence
- 1999: Fraternity Boys
- 2001: Feast of All Saints (Fernsehfilm)
- 2002: Diagnosis Murder: Without Warning (Fernsehfilm)
- 2002: Diagnosis Murder: Town Without Pity (Fernsehfilm)
- 2003: Black Listed
- 2004: Motives – Wenn Begierde zerstört (Motives)
- 2005: Midnight Clear (Kurzfilm)
- 2005: A Perfect Fit
- 2006: Home of the Brave
- 2010: Ghost Whisperer – Stimmen aus dem Jenseits (Ghost Whisperer, Fernsehserie, Folge 5x13: Insomnia)
- 2013–2014: Law & Order: Special Victims Unit, Folgen 14x12: Criminal Hatred und 15x15: Comic Perversion
- 2014: Marry Us for Christmas (Fernsehfilm)
- 2015: What Love Will Make You Do (Produzentin)
- 2016: You Can’t Hurry Love (Fernsehfilm)
- 2017–2021: The Rich & the Ruthless (Fernsehserie, 24 Folgen, auch Co-Autorin, Regisseurin, Produzentin)
- 2018: Chandler Christmas Getaway (Fernsehfilm)
- 2018–2019: Jacqueline and Jilly, 6-teilige Familienserie (Hauptrolle, Co-Autorin, Regisseurin, Produzentin)[6][7]
- 2019: I Love You (Hauptrolle, Co-Autorin)
- 2019: Twas the Chaos before Christmas (Fernsehfilm)
- 2021: Birdie
- 2021: A Rich Christmas (Regie)
- 2022: Montross – Blood Rules (auch Regie)
- 2022: A Christmas Gift
- 2022: Blackjack Christmas (Regie)
- 2022: Catfish Christmas (Regie)
- 2022: Good Sam (Fernsehserie, 4 Folgen)
- 2024: Summer Camp